# Miguel Ángel Piazza
Miguel Ángel Piazza (29 de agosto de 1952 en Montevideo, Uruguay) es un exfutbolista uruguayo y actual entrenador de fútbol.
Fue campeón de la Copa Libertadores 1979 con el Club Olimpia de Paraguay y en Uruguay jugó en los dos equipos grandes Nacional y Peñarol.

## Clubes como entrenador
| Club                 | País     | Año         |
| -------------------- | -------- | ----------- |
| El Tanque Sisley     | Uruguay  | 1987        |
| Racing de Montevideo | Uruguay  | 1988        |
| Basáñez              | Uruguay  | 1989        |
| Bella Vista          | Uruguay  | 1992        |
| Nacional             | Uruguay  | 1993        |
| Danubio              | Uruguay  | 1996 - 1997 |
| Deportivo Pesquero   | Perú     | 1998        |
| Olimpia              | Paraguay | 1999 - 2000 |
| Libertad             | Paraguay | 2001        |
| Rampla Juniors       | Uruguay  | 2001        |
| Deportivo Maldonado  | Uruguay  | 2002        |
| Fénix                | Uruguay  | 2004 - 2005 |
| Racing de Montevideo | Uruguay  | 2012 - 2013 |